# Einsiedeln
Einsiedeln este un oraș din cantonul Schwyz al Elveției.

## Cultură
Abația benedictină Einsiedeln este un loc de oprire pe Drumul lui Iacob, care are drept punct final mormântul apostolului Iacob din Santiago de Compostela, în Spania.